# A.J. Arcuri
A.J. Arcuri (Powell, 13 agosto 1997) è un giocatore di football americano statunitense che milita nel ruolo di offensive tackle per i Los Angeles Rams della National Football League (NFL).

## Carriera

### Los Angeles Rams
Al college Arcuri giocò a football a Michigan State. Fu scelto nel corso del settimo giro (261º assoluto) del Draft NFL 2022 dai Los Angeles Rams. Fu svincolato il 30 agosto 2022 e rifirmò per la squadra di allenamento il giorno successivo. Fu promosso nel roster attivo il 26 novembre 2022. La sua stagione da rookie si chiuse con 8 presenze, di cui una come titolare.